# ザ・ベスト・オブ・ボブ・ディラン
『ザ・ベスト・オブ・ボブ・ディラン』（The Best of Bob Dylan）は、1997年にイギリス、オーストラリア、カナダでリリースされたボブ・ディランのベスト・アルバム。アルバム『フリーホイーリン・ボブ・ディラン』（1963年）から『オー・マーシー』（1989年）までの楽曲の中から選曲されている。全英アルバム・チャートで最高6位を記録した。
映画『ザ・エージェント』（1996年）の挿入歌として使用されサウンドトラック盤に収録されていた「嵐からの隠れ場所（オルタネイト・ヴァージョン）」を収録している（オリジナル・ヴァージョンは『血の轍』（1975年）収録）。
ソニー・ミュージックのSBMテクノロジーによるデジタル・リマスター。後にヨーロッパ、日本でもリリースされたが、このアルバムはアメリカではリリースされておらず、アメリカでリリースされた同名アルバム『The Best of Bob Dylan』（2005年）とは異なる。続『ザ・ベスト・オブ・ボブ・ディラン VOL.2』（2000年）もリリースされた。

## 収録曲
特記なき楽曲はボブ・ディラン作詞・作曲
1. 風に吹かれて - Blowin' in the Wind – 2:48
2. 時代は変わる - The Times They Are a-Changin' – 3:14
3. くよくよするなよ - Don't Think Twice, It's All Right – 3:40
4. ミスター・タンブリン・マン - Mr. Tambourine Man – 5:29
5. ライク・ア・ローリング・ストーン - Like a Rolling Stone – 6:10
6. 女の如く - Just Like a Woman – 4:56
7. 見張塔からずっと - All Along the Watchtower – 2:33
8. レイ・レディ・レイ - Lay, Lady, Lay – 3:20
9. アイ・シャル・ビー・リリースト - I Shall Be Released – 3:05
10. イフ・ナット・フォー・ユー - If Not for You – 2:43
11. 天国への扉 - Knockin' on Heaven's Door – 2:32
12. いつまでも若く - Forever Young – 4:54
13. ブルーにこんがらがって - Tangled Up in Blue – 5:43
14. オー・シスター - Oh, Sister – 4:02
  - 作詞・作曲: ディラン、ジャック・レヴィ
15. ガッタ・サーヴ・サムバディ - Gotta Serve Somebody – 5:25
16. ジョーカーマン - Jokerman – 6:16
17. エヴリシング・イズ・ブロークン - Everything Is Broken – 3:15
18. 嵐からの隠れ場所（オルタネイト・ヴァージョン） - Shelter from the Storm (alternate version) – 6:01

## リリース
日本
日本盤は、みうらじゅんのアート・ワークによる帯。初回特典ステッカー入り。初回と再発では帯写真の人形の向きが異なる（初回: 正面、再発: 横）。ミニディスク規格でもリリースされた。
| 日付          | レーベル | フォーマット | カタログ番号 | 付記                                 |
| ------------- | -------- | ------------ | ------------ | ------------------------------------ |
| 1997年8月6日  | ソニー   | CD           | SRCS-8412    | 初回特典ステッカー、帯人形写真: 正面 |
| 1997年8月21日 | ソニー   | MD           | SRYS 1199    |                                      |
|               | ソニー   | CD           | SRCS-8412    | 再発、帯人形写真: 横                 |